# Amphipoea ryensis
Amphipoea ryensis är en fjärilsart som beskrevs av Bird 1913. Amphipoea ryensis ingår i släktet Amphipoea och familjen nattflyn. Inga underarter finns listade i Catalogue of Life.